# Todtnauer Hütte

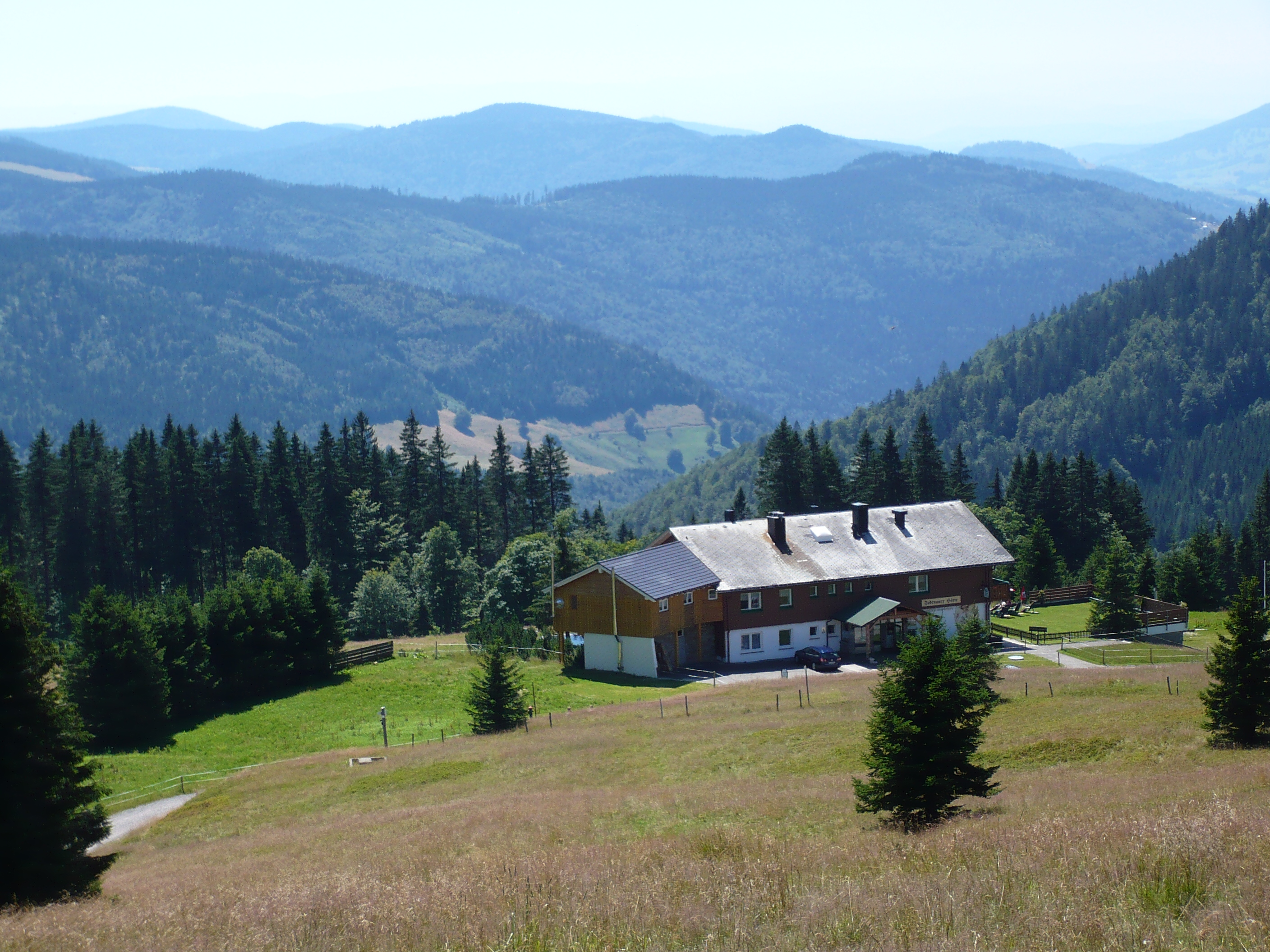
Blick auf die Todtnauer Hütte vom Feldberggipfel

Die Todtnauer Hütte ist eine ehemalige Herderhütte südwestlich des Feldberggipfels in 1321 m ü. NHN im Schwarzwald. Sie  wird seit 2001 als Berggasthof mit Pensionsbetrieb geführt.

## Geschichte

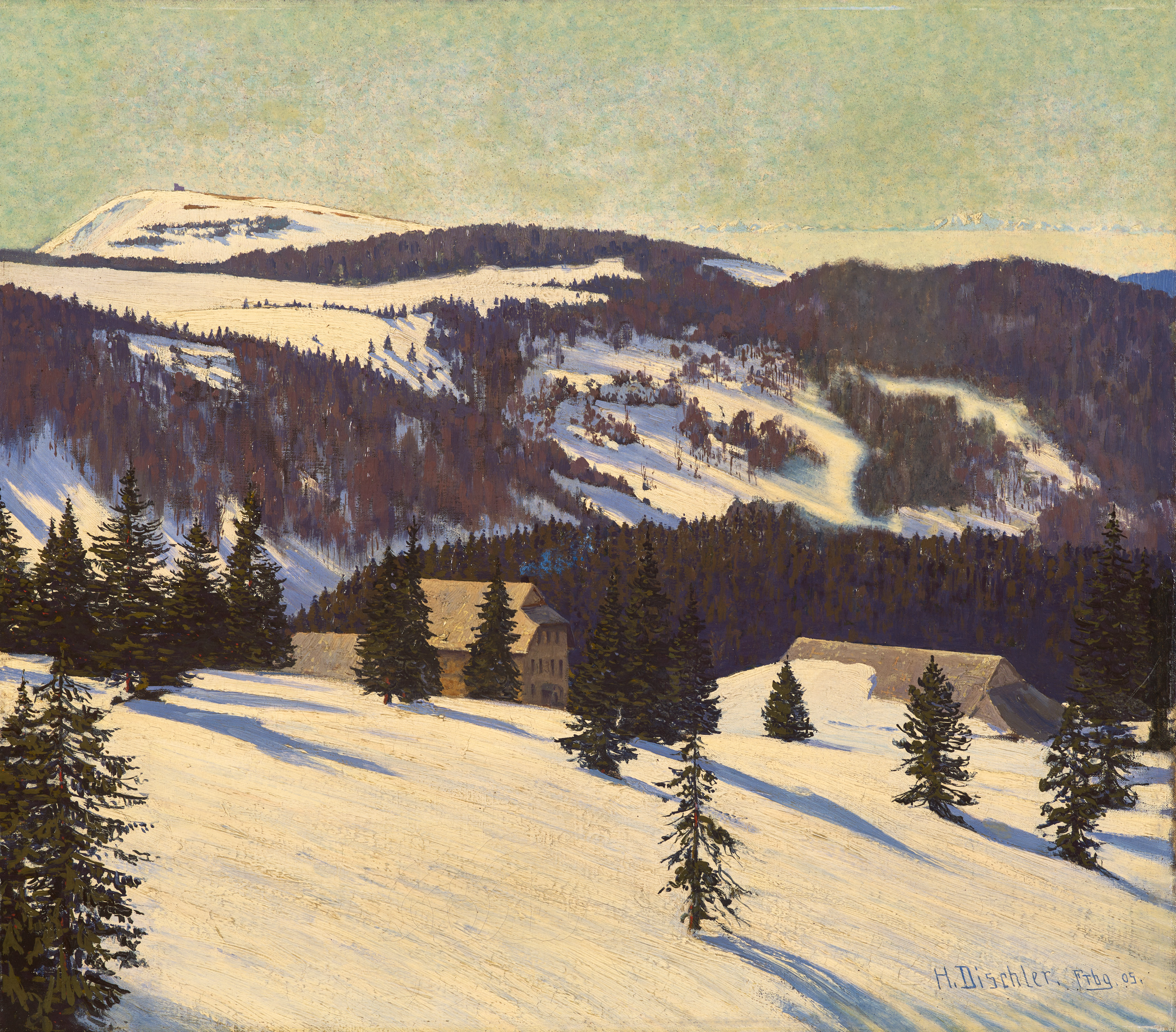
Todtnauer Hütte von Hermann Dischler (1905)

1583 wurde erstmals eine Todtnauer Vieh- und Herderhütte urkundlich erwähnt. Sie stand im Kruisigrund in der Nähe der heutigen Schwarzwald-Kaserne.
Es ist unklar, wann die Hütte weiter auf den Feldberg hinauf verlegt wurde. Ihr zweiter Standort war ein Hang am Seebuck, oberhalb der heutigen Jugendherberge Hebelhof, wo bis heute ein Hüttenplatz nachzuweisen ist. Bei ihrer nächsten Erwähnung, in einer Urkunde des Klosters St. Blasien vom 16. Mai 1774, wurde den Besitzern, der inneren Gemeinde (Todtnau) und den Bauern von Todtnauberg-Dorf und Todtnauberg-Rütte, erlaubt, die Hütte zu erweitern. Damals stand sie bereits auf dem heutigen Platz. Nach einem Brand im Jahre 1902 wurde die Todtnauer Hütte größer wieder aufgebaut.
Als zu Beginn der 1930er Jahre auch das nebenstehende Herderhaus abbrannte, errichtete die Stadt Todtnau an seiner Stelle ein geräumiges Gasthaus, das 1958 durch ein Gästehaus, direkt an den Altbau anschließend, erweitert wurde. 1975 ging die Liegenschaft in die Nutzung der Bundeswehr über. Seit 1976 nutzte die Ausbildungskompanie 2/10 die Hütte, nach umfangreichen Ausbau- und Renovierungsarbeiten, für die Winterkampf- und Jägerausbildung der 10. Panzerdivision. Sie diente seitdem als Unterkunft für die Soldaten der Sportgruppe Heer und Sportfördergruppe Süd. Zu ihren bekannten Mitgliedern zählen die Skispringer Sven Hannawald, Christof Duffner und Hansjörg Jäkle. Im Zuge der Standortrationalisierung wurde die Hütte 1999 von der Bundeswehr aufgegeben. Die Sportgruppe Heer wurde nach der Aufgabe der Todtnauer Hütte in die nahe gelegene Schwarzwald-Kaserne verlegt, in welcher bis zu seiner Auflösung die 3. Kompanie des Führungsunterstützungsregiment 50 stationiert war.
Von 1995 bis 2020 bewirtschaftete die Familie Gröbler die Todtnauer Hütte. 2001 wurde das Anwesen geteilt: Eine Hälfte wurde abgerissen und renaturiert, die andere wurde vom bisherigen Pächter Horst Gröbler erworben. Seitdem ist die Todtnauer Hütte ein Berggasthof mit Pensionsbetrieb. Im Jahr 2022 wurde die Hütte von Philipp Saier und Franjo Roso erworben, die nun die Hütte weiterführen.
Die Todtnauer Hütte ist Ausgangs- und Zielpunkt zahlreicher Wanderungen im Feldberggebiet und ist direkt an der Stübenwasenspur gelegen.